# Black Leopards
Black Leopards is de Zuid-Afrikaanse voetbalclub uit Giyani. De club is opgericht in 1983.